# Ichneumon acuticornis
Ichneumon acuticornis är en stekelart som beskrevs av Thomson 1896. Ichneumon acuticornis ingår i släktet Ichneumon och familjen brokparasitsteklar. Arten är reproducerande i Sverige. Inga underarter finns listade i Catalogue of Life.